# Erich Buchwald-Zinnwald
Erich Buchwald-Zinnwald (* 14. September 1884 in Dresden; † 27. März 1972 in  Krefeld) war ein deutscher Landschaftsmaler und Holzschneider.

## Leben

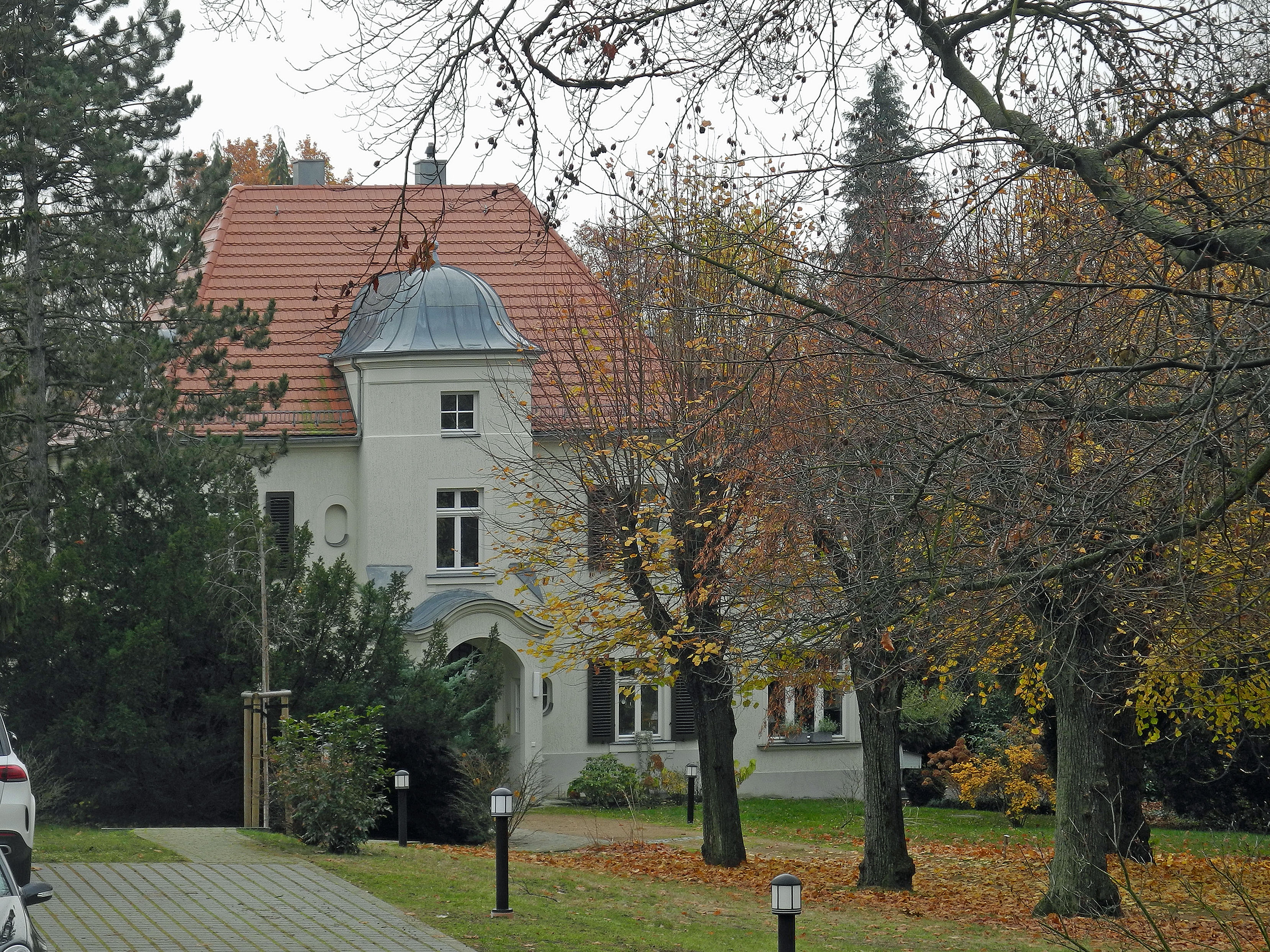
Wohnsitz von Erich Buchwald-Zinnwald in Dresden-Rochwitz, Karpatenstr. 93

Erich Buchwald war das fünfte Kind des Dresdner Porzellanmalers Gustav Meyer Buchwald. Gemeinsam mit seinem älteren Bruder Gustav wurden sie in der Mal- und Zeichenkunst von Ernst Oskar Simonson-Castelli unterrichtet. In den Jahren von 1903 bis 1912 studierte er an der Dresdner Kunstakademie bei Richard Müller, Carl Bantzer und war Meisterschüler bei Gotthardt Kuehl. Der frühe Tod des Vaters und später der Mutter ließen ihn die Geldknappheit und die Armut spüren. Dadurch verschlechterte sich sein Gesundheitszustand, dass ihn schließlich im Jahr 1904 Simonson-Castelli zu Bekannten nach Zinnwald im Osterzgebirge in einem Ferienhaus der Familie Munscheid zu einem Genesungsaufenthalt brachte. Aufopferungsvoll wurde er von der Frau Munscheid und deren Tochter Else gepflegt und lernte die Schönheit und die Stille der Landschaft sowie die reine Bergluft kennen. Bis zum Jahr 1919 verbrachte er seine Zeit in Zinnwald oder in Dresden-Loschwitz in der Villa Alpenrose der Munscheids. Durch diese Zuneigung zur Natur und der Berggegend ergänzte er seinen Namen und nannte er sich fortan Buchwald-Zinnwald. Nach einem Jahr Studiumsunterbrechung setzte er im Jahr 1905 sein Studium fort und beendete es im Jahr 1912 mit der Großen Goldenen Medaille, einer besonderen Auszeichnung der Akademie.

### Selbstständigkeit
Buchwald-Zinnwald war seit den 1910er Jahren in Dresden auf Ausstellungen, u. a. der Künstlervereinigung Dresden, des Sächsischen Kunstvereins und der Akademie der Bildenden Künste, vertreten und wurde in der Presse als Landschaftsmaler wiederholt lobend erwähnt.
Mühselig, bedingt durch den Ersten Weltkrieg, versuchte er sich freischaffend in Dresden zu etablieren. Immer wieder zog es ihn in das Osterzgebirge, dort malte und zeichnete er die Gegend. Seine Motive waren die Natur und die Ortschaften, Altenberg, Geising, Georgenfeld, Rehefeld und Zinnwald. In seinen Ölbilder, Kupferradierungen und Farbholzschnitte zeigte er die Gebirgswelt des Osterzgebirges. Am 16. Januar 1919 heiratete er Marie Helene Pabst aus Oberrochwitz und unternahm eine Hochzeitsreise nach Garmisch-Partenkirchen. Auch dort entstand eine Vielzahl von Bildern und Holzschnitten. In den Jahren 1928 bis 1930 bereiste die Familie in ihrem Urlaub Italien und waren vornehmlich in Rom, Venedig und Florenz, Sie unternahm auch Urlaubsreisen in die Schweiz und besuchten in der Zeit von 1932 bis 1936 St. Moritz, Wengen und Zermatt. Dabei entstanden wiederum neue Kunstwerke mit Motiven der Gegenden.
In der Zeit des Nationalsozialismus war Buchwald-Zinnwald Mitglied der Reichskammer der bildenden Künste. Für diese Zeit ist seine Teilnahme an 12 Ausstellungen sicher belegt.

### Nach 1945
Mit dem Ende des Zweiten Weltkrieges begann eine unruhige Zeit. Er wurde aus seinem Haus in Zinnwald vertrieben und verlor somit Domizil im Osterzgebirge. Fortan blieb er in Dresden, wo er seit seiner Hochzeit in Dresden-Loschwitz, Karpatenstraße 93, wohnte. Zunächst galt sein im Jahr 1922 geborener Sohn Gustav als verschollen. Dieser wurde in der amerikanischen Besatzungszone sesshaft und wohnt in Krefeld-Bockum. Buchwald-Zinnwald war auf Ausstellungen vertreten, jedoch wurde es etwas still um den Künstler. Auch sein Gesundheitszustand verschlechterte sich immer mehr. Dazu kam der Verlust seiner Ehefrau im Jahr 1952.
Inzwischen erkrankte er am Grauen Star, was ihn in seinem künstlerischen Schaffen sehr behinderte. Unter großen Mühen konnte sein Sohn ihn im Jahr 1968 in die Bundesrepublik Deutschland in Form einer Familienzusammenführung nach Krefeld-Bockum holen. Die DDR-Behörden betitelten und behandelten den Künstler zu Unrecht als Republikflüchtling.

## Fotografische Darstellung  Buchwald-Zinnwalds
- Helmut Seifert (1917–2004): Erich Buchwald-Zinnwald vor seinen Gemälden (1967)[7]

## Öffentliche Sammlungen mit Werken Buchwald-Zinnwalds (unvollständig)
- Altenburg/Thür., Lindenau-Museum
- Dresden: Galerie Neue Meister[8]
- Dresden: Kupferstichkabinett[8]
- Oelsnitz: Sammlung Erzgebirgische Landschaftskunst[9]

## Weitere Werke (Auswahl)

### Tafelbilder
- Straße nach Zinnwald (um 1927, Öl)[10]
- Schneeschmelze im Erzgebirge (um 1928, Öl)[11]
- Frühlingsgewitter auf dem Erzgebirgskamm (um 1928, Öl)[12]
- In Vorbereitung (1933, Öl)[13]
- Auf den Halden des Erzbergbaus Zinnwald (1952, Öl)[14][15]

### Druckgrafik
- Ehre sei Gott … (1949, Holzschnitt)[16]
- Dresden um 1900 (um 1952, Holzschnitt)[17][15]

## Beteiligung an Ausstellungen in der sowjetischen Besatzungszone
- 1946: Dippoldiswalde („Heimat + Arbeit“)
- 1947: Freiberg,  Stadt- und Bergbaumuseum Freiberg („2. Ausstellung Erzgebirgischer Künstler“)[18]